# Maďarská (Praha)
Maďarská ulice v Praze Bubenči spojuje ulici Goetheho a Terronskou. Nazvána je na počest Maďarska. Severní část ulice tvoří park generála Lázaro Cárdenase, mexického prezidenta v letech 1934-1940, celým jménem Lázaro Cárdenas del Río (1895–1970).

## Historie a názvy
Prostor ulice dostal název až začátkem 20. století:
- 1903 – název "Bendlova" podle českého skladatele a sbormistra Karla Bendla (1838-1897),
- 1930 – název "Darneyská" podle francouzského města Darney v Alsasku,
- 1940 – název "Immelmannova" (podle německého pilota Maxe Immelmanna),
- 1945 – znovu název "Darneyská",
- od roku 1952 – název "Maďarská".

## Odlehčovací komora kmenové stoky C
V letech 2010–2012 byla pod ulicí vybudována odlehčovací komora kmenové stoky C pražské kanalizace, která nahradila původní koncovou komoru. Do výměny komory investovala Pražská vodohospodářská společnost, protože měla nízkou kapacitu a kvalita vypouštěných vod neodpovídala GO HMP (generelu odvodnění hlavního města Prahy).